# Eleições europeias de 2024 (Finlândia)
As eleições europeias de 2024 na Finlândia foram realizadas a 9 de junho e serviram para eleger os 15 deputados nacionais para o Parlamento Europeu durante as eleições europeias. Estas serão as primeiras eleições nacionais depois da Suécia ter aderido à NATO. 
O Partido da Coligação Nacional voltou a vencer as eleições europeias, conseguindo um resultado próximo dos 25%. A grande surpresa foi a Aliança de Esquerda ao obter 17% dos votos e ficar em segundo lugar, sendo este o melhor resultado da história do partido.
Por contraponto, os nacionalistas do Partido dos Finlandeses obtiveram um mau resultado, conseguindo pouco mais de 7% dos votos.

## Representação parlamentar 2019-2024
A tabela mostra os deputados de acordo com a última informação do Parlamento Europeu:
| Partido Nacional | Partido Nacional                 | Deputados | Grupo parlamentar | Grupo parlamentar                                 |
| ---------------- | -------------------------------- | --------- | ----------------- | ------------------------------------------------- |
|                  | Partido da Coligação Nacional    | 3 / 14    |                   | Grupo do Partido Popular Europeu                  |
|                  | Aliança dos Verdes               | 3 / 14    |                   | Verdes/Aliança Livre Europeia                     |
|                  | Partido Social-Democrata         | 2 / 14    |                   | Aliança Progressista dos Socialistas e Democratas |
|                  | Partido do Centro                | 2 / 14    |                   | Renovar a Europa                                  |
|                  | Partido dos Finlandeses          | 1 / 14    |                   | Reformistas e Conservadores Europeus              |
|                  | Aliança de Esquerda              | 1 / 14    |                   | Esquerda Unitária Europeia/Esquerda Nórdica Verde |
|                  | Partido Popular Sueco            | 1 / 14    |                   | Renovar a Europa                                  |
|                  | Teuvo Hakkarainen (Independente) | 1 / 14    |                   | Reformistas e Conservadores Europeus              |

| Grupo parlamentar | Grupo parlamentar                                 | Deputados |
| ----------------- | ------------------------------------------------- | --------- |
|                   | Grupo do Partido Popular Europeu                  | 3 / 14    |
|                   | Renovar a Europa                                  | 3 / 14    |
|                   | Verdes/Aliança Livre Europeia                     | 3 / 14    |
|                   | Aliança Progressista dos Socialistas e Democratas | 2 / 14    |
|                   | Reformistas e Conservadores Europeus              | 2 / 14    |
|                   | Esquerda Unitária Europeia/Esquerda Nórdica Verde | 1 / 14    |

## Resultados Oficiais
| Partido                 | Partido                       | Votos     | %               | +/-   | Deputados | +/-     |
| ----------------------- | ----------------------------- | --------- | --------------- | ----- | --------- | ------- |
|                         | Partido da Coligação Nacional | 453 016   | 24,77 / 100,00  | 3,98  | 4 / 15    | 1       |
|                         | Aliança de Esquerda           | 316 758   | 17,32 / 100,00  | 10,43 | 3 / 15    | 2       |
|                         | Partido Social-Democrata      | 271 847   | 14,86 / 100,00  | 0,24  | 2 / 15    | Estável |
|                         | Partido do Centro             | 215 064   | 11,76 / 100,00  | 1,76  | 2 / 15    | Estável |
|                         | Aliança dos Verdes            | 206 178   | 11,27 / 100,00  | 4,73  | 2 / 15    | 1       |
|                         | Partido dos Finlandeses       | 139 019   | 7,60 / 100,00   | 6,23  | 1 / 15    | 1       |
|                         | Partido Popular Sueco         | 112 761   | 6,17 / 100,00   | 0,17  | 1 / 15    | Estável |
|                         | Partido Democrata-Cristão     | 75 376    | 4,12 / 100,00   | 0,75  | 0 / 15    | Estável |
|                         |                               | 39 018    | 2,12 / 100,00   |       | 0 / 15    |         |
| Votos Inválidos         | Votos Inválidos               | 6 796     | 0,37 / 100,00   | 0,04  |           |         |
| Total                   | Total                         | 1 835 833 | 100,00 / 100,00 |       | 15 / 15   | 1       |
| Eleitorado/Participação | Eleitorado/Participação       | 4 546 589 | 40,38 / 100,00  | 0,38  |           |         |
| Fonte                   | Fonte                         | [ 5 ]     | [ 5 ]           | [ 5 ] | [ 5 ]     | [ 5 ]   |

## Representação parlamentar (2024-2029)

### Partidos nacionais
| Partido | Partido                       | Deputados | Grupo parlamentar | Grupo parlamentar                                 |
| ------- | ----------------------------- | --------- | ----------------- | ------------------------------------------------- |
|         | Partido da Coligação Nacional | 4 / 15    |                   | Grupo do Partido Popular Europeu                  |
|         | Aliança de Esquerda           | 3 / 15    |                   | A Esquerda no Parlamento Europeu - GUE/NGL        |
|         | Partido Social-Democrata      | 2 / 15    |                   | Aliança Progressista dos Socialistas e Democratas |
|         | Partido do Centro             | 2 / 15    |                   | Renovar a Europa                                  |
|         | Aliança dos Verdes            | 2 / 15    |                   | Verdes/Aliança Livre Europeia                     |
|         | Partido dos Finlandeses       | 1 / 15    |                   | Reformistas e Conservadores Europeus              |
|         | Partido Popular Sueco         | 1 / 15    |                   | Renovar a Europa                                  |

### Grupos parlamentares europeus
| Grupo parlamentar | Grupo parlamentar                                 | Deputados |
| ----------------- | ------------------------------------------------- | --------- |
|                   | Grupo do Partido Popular Europeu                  | 4 / 15    |
|                   | A Esquerda no Parlamento Europeu - GUE/NGL        | 3 / 15    |
|                   | Renovar a Europa                                  | 3 / 15    |
|                   | Aliança Progressista dos Socialistas e Democratas | 2 / 15    |
|                   | Verdes/Aliança Livre Europeia                     | 2 / 15    |
|                   | Reformistas e Conservadores Europeus              | 1 / 15    |